# Liste der das Osmanische Reich betreffenden Kriegszeit-Abkommen und -Deklarationen
Diese Liste gibt einen Überblick über alle das Osmanische Reich betreffenden Vereinbarungen und Deklarationen, die während des Ersten Weltkriegs gemacht wurden.
Das Schicksal des „kranken Mannes am Bosporus“ war lange Zeit des 19. Jahrhunderts der Ursprung für europäische diplomatische Verhandlungen und für Intrigen. Die Orientalische Frage war Thema vieler öffentlicher und geheimer Äußerungen und Vereinbarungen der alliierten Mächte während des Ersten Weltkriegs. Im Folgenden gibt es eine Zusammenfassung dieser Vereinbarungen:

## Abkommen über Konstantinopel und die Meerengen
- März bis April 1915

Die britische und die französische Regierung erkannten im Abkommen über Konstantinopel und die Meerengen Russland das Recht zur Besetzung Konstantinopels, der europäischen Türkei bis zur Ainos-Midia-Linie, der Halbinsel İzmit und der Inseln des Marmarameeres zu. Ihre Bedingung an Russland war der erfolgreiche Abschluss des Krieges und die Erlangung der britischen und französischen Desiderata im Osmanischen Reich und auch anderswo. Der den Iran betreffende Teil des Vertrags von Sankt Petersburg von 1907, mit dem Iran in drei Einflusszonen aufgeteilt worden war, sollte dahingehend abgeändert werden, dass der südliche Teil der neutralen Zone der britischen Zone hinzugeschlagen werden sollte, während der nördliche Teil der neutralen Zone inklusive der Hauptstadt Teheran an Russland fallen sollte. Beide Länder sollten in ihren Zonen „volle Aktionsfreiheit“ erhalten.

## Vertrag von London
- 26. April 1915

Dieser Vertrag sollte Italien auf Seiten der Alliierten in den Weltkrieg ziehen. Italien wurde Souveränität über den Dodekanes zugesprochen und Souveränität über Antalya in Aussicht gestellt:
Im Falle der totalen oder partiellen Aufteilung der asiatischen Türkei, wird sie [Italien] einen angemessenen Anteil von der mediterranen an Adalia angrenzenden Region bekommen. Falls Frankreich, Großbritannien und Russland während des Kriegs Territorien in der asiatischen Türkei besetzen, wird die an die Provinz Adalia angrenzende mediterrane Region, deren Grenzen oben angegeben wurden, für Italien reserviert werden, das berechtigt wird, sie zu besetzen.

## Hussein-McMahon-Korrespondenz
- Juli 1915 bis März 1916

In dieser Zeitperiode gab es einen Briefwechsel zwischen dem britischen Hochkommissar in Ägypten, Sir Henry McMahon, und dem Scherifen von Mekka, Hussein ibn Ali. Ziel war die Organisation eines arabischen Aufstandes gegen die Türken, der von den Briten unterstützt werden würde. Im Gegenzug verlangten die Araber die Anerkennung der Unabhängigkeit in einer Region von Persien bis zum Mittelmeer, vom Indischen Ozean bis zum 37. Breitengrad. McMahon akzeptierte die Bedingungen nach drei signifikanten und mehrdeutigen Modifikationen.
[…] Die zwei Distrikte von Mersina und Alexandretta und Teile von Syrien […] können nicht als rein arabisch angesehen werden, so dass diese Gebiete aus den geforderten Grenzen ausgeschlossen werden sollten […]
[…] Großbritannien wird die Heiligen Stätten gegen externe Aggression schützen und ihre Unantastbarkeit anerkennen […]
[…] In Bezug auf diese Regionen, die innerhalb der Grenzen liegen, in denen Großbritannien – unter Beachtung der Interessen seines Verbündeten Frankreich – freie Hand hat […] und die Thema dieser Modifikationen sind, ist Großbritannien bereit, die Unabhängigkeit der Araber in all den Regionen innerhalb der vom Scherifen von Mekka, Hussein, verlangten Grenzen anzuerkennen und zu unterstützen […]

## Sykes-Picot-Abkommen
- 9. Mai bis 16. Mai 1916

Dieses Abkommen regelte die Aufteilung der Gebiete, deren Inbesitznahme durch Frankreich und Großbritannien im Abkommen über Konstantinopel und die Meerengen von 1915 ins Auge gefasst worden war. Es rief auf zu:
- einer internationalen Verwaltung in Palästina
- der Annexion der Küsten Syriens aber auch der inneren Gebiete durch Frankreich
- der britischen Annexion des unteren Mesopotamien

Innerhalb der britischen und französischen Einflusszonen waren beide Staaten verpflichtet, einen unabhängigen arabischen Staat oder eine unabhängige Konföderation arabischer Staaten anzuerkennen und aufrechtzuerhalten.

## Vereinbarung von Saint-Jean-de-Maurienne
- 18. August 1917

Dieses Abkommen gab Italien ein bestimmtes Gebiet in Kleinasien zur eventuellen Annexion sowie eine weiterreichende Einflusszone. Der Zweck des Abkommens war es, den Gültigkeitsbereich des Sykes-Picot-Abkommens auf Italien auszudehnen.
Da Russland aufgrund der russischen Revolution dieses Abkommen nicht unterzeichnen konnte, gab das Abkommen wegen der Frage über seine Gültigkeit später Anlass zu scharfen Disputen zwischen Italien und den anderen Mächten.

## Balfour-Deklaration
- 2. November 1917

Eine an die Führer der zionistischen Weltorganisation gerichtete Deklaration der britischen Regierung.
[…] Die Regierung Ihrer Majestät sieht mit Freude der Errichtung einer nationalen Heimstätte in Palästina für die jüdischen Menschen entgegen und sie wird sich bestmöglich anstrengen, um dieses Ziel zu erreichen, es ist klar, dass nichts getan werden soll, das die zivilen und religiösen Rechte der nicht-jüdischen Gemeinden in Palästina oder die Rechte und den politischen Status der Juden in jedem anderen Land benachteiligen könnte […]

## Hogarth-Botschaft
- Januar 1918

Nach der Oktoberrevolution in Russland veröffentlichte die neue bolschewistische Regierung in Russland alle durch die zaristische Regierung geschlossenen Abkommen und distanzierte sich von ihnen, darunter das Abkommen über Konstantinopel und die Meerengen und das Sykes-Picot-Abkommen. Die britische Regierung sah sich veranlasst, die Araber zu beruhigen, die Entente-Mächte seien weiterhin vom Konzept der arabischen Unabhängigkeit überzeugt. Die britische Regierung betonte dabei, dass die Balfour-Deklaration nicht in Konflikt mit früheren Versprechen an die Araber stehe und nur insoweit implementiert werden würde, wie sie ökonomisch und politisch kompatibel mit der Freiheit der ansässigen Bevölkerungen sei.

## Vierzehn Punkte
- 8. Januar 1918

Artikel 12 der amerikanischen Friedenszielerklärungen von US-Präsident Wilson behandelte das Osmanische Reich:
Den türkischen Anteilen des gegenwärtigen Osmanischen Reichs sollte eine sichere Souveränität gewährleistet werden, aber den anderen Nationalitäten, die sich jetzt unter türkischer Herrschaft befinden, sollte Sicherheit des Lebens und […] autonome Verwaltung gewährleistet werden, die Dardanellen sollten unter internationalen Garantien permanent geöffnet sein zur Durchfahrt von Schiffen und zum Handel aller Nationen.

## Vier-Prinzipien
- 11. Februar 1918

US-Präsident Wilson definierte mittels vier Prinzipien seine Vorstellungen vom Recht zur Selbstverwaltung von Nationen genauer. Einige der Äußerungen:
[...] Über Völker und Provinzen kann kein Austausch stattfinden [...]
[...] Jede territoriale Ansiedlung, die in den Krieg verwickelt war, muss im Interesse und zum Vorteil der jeweiligen Bevölkerungen gemacht werden [...]
[...] Alle gut definierten nationalen Bestrebungen sollen zur äußersten Zufriedenstellung bewilligt werden [...] ohne neue Streitelemente einzuführen oder alte Streitelemente weiterzuführen [...]

## Deklaration an die Sieben
- Juni 1918

In diesem Bericht der britischen Regierung an sieben arabische Führer erklärt Großbritannien die Anerkennung der kompletten und souveränen Unabhängigkeit der Araber in Territorien, die vor dem Krieg unabhängig waren oder während des Kriegs von türkischer Kontrolle gelöst wurden. Von den Alliierten belagerte oder unter türkischer Kontrolle verbleibende Territorien würden nach dem Prinzip der Einwilligung der Regierten behandelt werden.

## Vier Enden
- 4. Juli 1918

US-Präsident Wilson bekräftigte, dass das Friedensabkommen auf die „Klärung jeder Frage“ gestützt sein müsse, es müsse gestützt sein „auf die freie Akzeptanz des Abkommens durch die Menschen, die es betrifft“.

## Fünf Angaben
- 27. September 1918

Dies war die letzte große Äußerung von US-Präsident Wilson über die Friedensbedingungen. Frieden müsse auf unparteiische Gerechtigkeit zwischen denen, zu denen „wir gerecht zu sein wünschen“, und denen, zu denen „wir nicht gerecht zu sein wünschen“, gestützt werden. Es müsse eine Gerechtigkeit sein, die keine Favoriten und keine Standards kennt, sondern nur die gleichen Rechte der verschiedenen Völker betrachtet.

## Englisch-Französische Deklaration
- 7. November 1918

Die britischen und die französischen Regierungen erklärten gemeinsam, dass alles getan werden müsse, damit im Nahen Osten Regierungen gegründet werden, die „ihre Autorität von der Initiative und der freien Wahl der einheimischen Bevölkerungen“ ableiten. Beide Regierungen lehnten es ab, den Bevölkerungen dieser Regionen irgendwelche bestimmten Institutionen aufzuzwingen. Die Briten und Franzosen stimmten damit explizit dem Wilson'schen Konzept der Selbstverwaltung von Nationen zu.

## Probleme
Alle diese Abkommen und Äußerungen zusammengenommen ergab keinen klaren Entwurf für eine Regulierung des Nahen Ostens. Die „Seele“ des Sykes-Picot-Abkommens stand in klarem Konflikt mit den britischen Versprechen an die Araber. Der russische Rückzug vom Krieg bedeutete das Wegfallen eines Meilensteins, auf den nachfolgende Abkommen netzwerkartig aufgebaut hatten. Die Balfour-Deklaration versprach den Juden eine Heimstätte auf einem Territorium, das eine jüdische Bevölkerung von nur 10 % aufwies.
Das Versprechen von US-Präsident Wilson von gleichmäßiger Gerechtigkeit für Sieger und Besiegte war in den Geheimverträgen, die sowohl türkische als auch nichttürkische Gebiete in Einflusszonen europäischer Staaten aufteilten, nirgends vorzufinden.
Falls das Wilson'sche Konzept der Selbstverwaltung von Nationen, dem Großbritannien und Frankreich am 7. November 1918 zustimmten, konsequent verfolgt worden wäre, würden viele geheime Provisionen zwischen Frankreich, Großbritannien und Italien für nichtig erklärt worden sein müssen.